# Stowarzyszenie Kanonistów Polskich
Stowarzyszenie Kanonistów Polskich – polska organizacja naukowa założona w 1990 r. mająca na celu – zgodnie z jej Statutem – „rozwój i upowszechnianie nauki prawa kanonicznego w Polsce.” Posiada ona charakter katolicki, co wynika z § 1 Statutu, który głosi, iż wskazany cel „jest realizowany w zależności od Konferencji Episkopatu Polski.” Siedzibą Stowarzyszenia jest Lublin.

## Członkowie
W Stowarzyszeniu wyróżnia się dwie kategorie członkostwa: zwyczajne i honorowe. Kryterium nabycia członkostwa zwyczajnego w Stowarzyszeniu jest ukończenie studiów w zakresie prawa kanonicznego względnie „interesowanie się prawem kanonicznym z racji wykonywanych zadań”.

## Władze
Stowarzyszeniem kieruje Zarząd składający się z prezesa, wiceprezesa, sekretarza-skarbnika i dwóch członków. Najwyższą władzą SKP jest Walne Zgromadzenie Członków. Funkcje kontrolne pełni trzeci organ: Komisja Rewizyjna. Kadencja władz wybieralnych trwa 3 lata.
Zarząd Stowarzyszenia posiada obecnie skład następujący: prezes - ks. prof. dr hab. Józef Krukowski; wiceprezes - ks. prof. dr hab. Wojciech Góralski; sekretarz-skarbnik - ks. dr Czesław Bielec; członek Zarządu - ks. prof. dr hab. Józef Krzywda; członek Zarządu - ks. dr hab. Mirosław Sitarz.